# هیروشیما الکتریک ریل‌وی
هیروشیما الکتریک ریل‌وی (انگلیسی: Hiroshima Electric Railway) شرکت ترابری ریلی ژاپنی است، که در سال ۱۹۱۰ تأسیس شد.